# Station Cobham & Stoke D'abernon
Cobham & Stoke D'abernon is een spoorwegstation van National Rail in Stoke d'Abernon, Elmbridge in Engeland. Het station is eigendom van Network Rail en wordt beheerd door South Western Railway. Het station is geopend in 1885.